# デラ台風
デラ台風（デラたいふう、昭和24年台風第2号、国際名：デラ/Della）は、1949年6月に鹿児島県に上陸し、九州を縦断した台風である。九州・四国地方を中心に、特に船舶に大きな災害を及ぼした。

## 概要

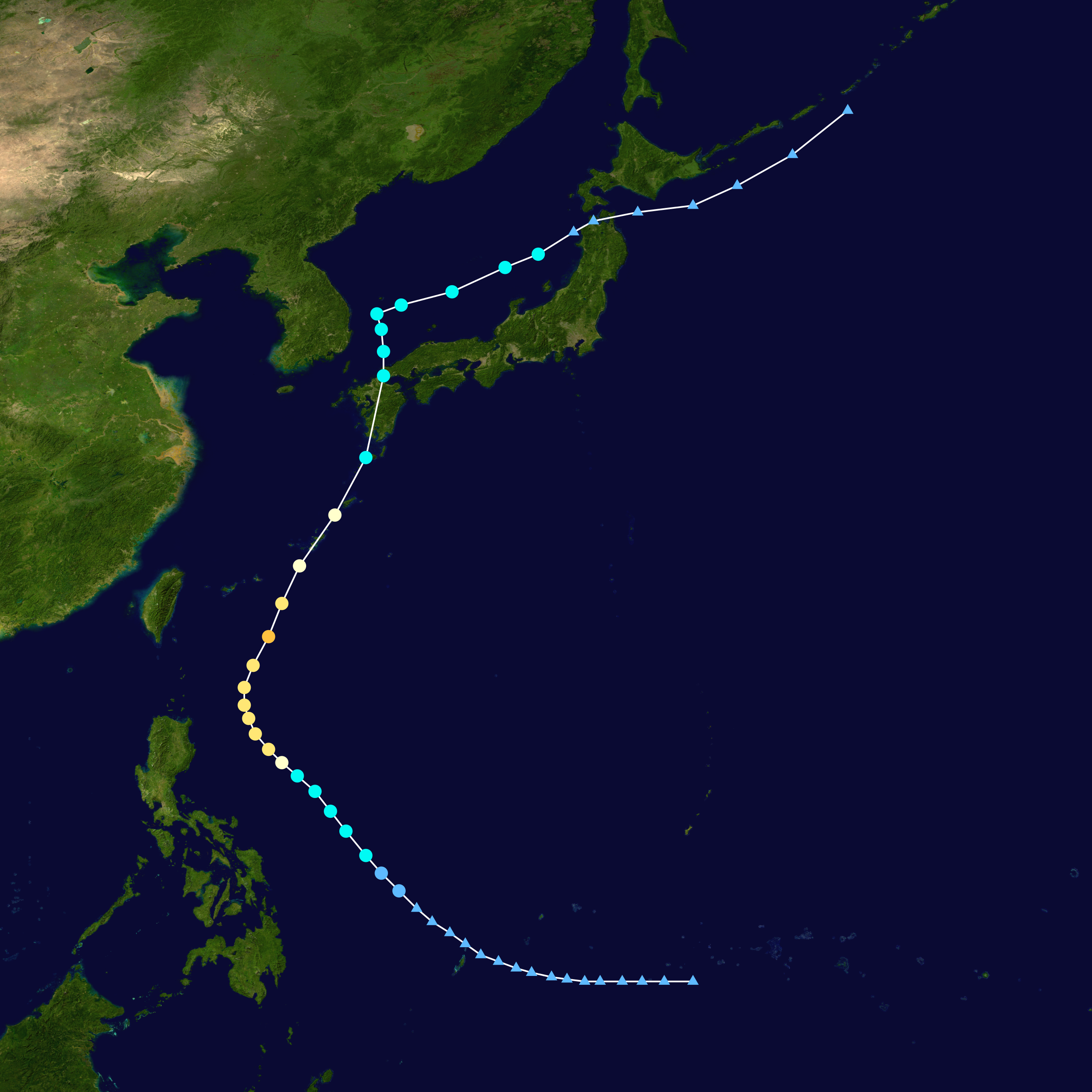
進路図

1949年6月17日、米軍機によりフィリピン東方沖にて台風2号が発見された。台風は南西諸島に沿って北東に進み、20日に沖縄、奄美大島、屋久島を順番に通過し、北に進路を変えて23時過ぎに鹿児島県鹿児島市付近を通過した。 その後九州を北上し、対馬海峡に出て朝鮮半島の東で停滞し、温帯低気圧に変わった。
台風が接近する前の18日から梅雨前線の活動が活発化し、九州や四国、近畿や東海などの一部では、日降水量が200mm以上という大雨となった。愛媛県では、宇和島市で29.2m/s、佐田岬で38.5m/sの最大瞬間風速をそれぞれ観測している。被害は九州から東北地方までの広い範囲に及んだが、台風が上陸した鹿児島県で特に大きな被害となった。 また、宇和海で多数の漁船の遭難や、門司・高浜（松山市）航路の旅客船「青葉丸」の周防灘での沈没などにより、多数の死者が出た。

## 被害状況

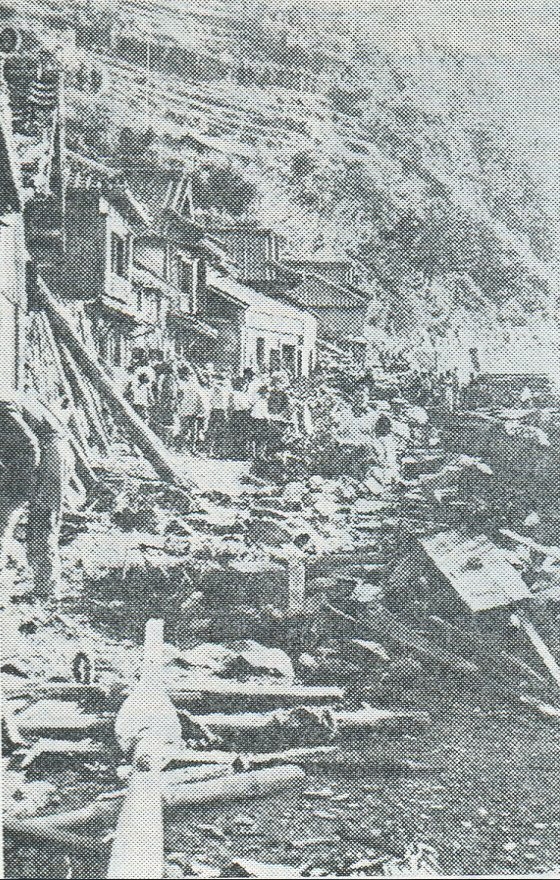
デラ台風で被害を受けた愛媛県西宇和郡伊方村の加周海岸

この台風により、死者252人・行方不明者216人・負傷者367人の人的被害が確認されたほか、住家全壊1,410棟、半壊4,005棟、床上浸水4,627棟、床下浸水52,926棟などとなっている。

### 宇和海での漁民の遭難
宇和海では操業中の漁民が多数犠牲となった。宇和海では死者、行方不明者211人を出した（1949年7月10日現在）。

#### 日振島での被害と補償
中でも日振島（当時の日振島村・現宇和島市）での被害は甚大で、当時の人口約2,300人のうち106人もの死者・行方不明者を数えた。当時、日振島には電気が通っておらず、台風の接近を伝える気象特報が伝達される前に出漁しており、気象情報システムの不備が被害を大きくした。
この台風では、廃業・倒産した網主を除き、100名の死亡・行方不明者の遺族が6万〜10万円の補償金の支払いを受けている。戦後4年しか経過しておらず使用者の労働者に対する補償責任と言う概念が乏しかった時代に、この様な円滑な補償が行われたことが異例であり、以下のことが理由として挙げられる。
1. 役場に法律の知識に詳しい官吏がいた。
2. 遺族会の結成が円滑に行われた。
3. 使用者側に復興資金が供与された。
4. 使用者側の補償に対する理解を得られた。

その後、日振島ではデラ台風の三回忌に死者を供養する盆踊りの口説（くどき・踊りの為の歌）を作っている。日振島の最北、沖の島に遭難者の名前を刻した慰霊塔が建設されたのは十三回忌のことである。

### 青葉丸転覆事故
今治港と門司港間を結ぶ川崎汽船の旅客船青葉丸（599トン）は、警報を受けながらも協議の上6月20日21時に高浜港を出航したものの、21日2時半頃大分県姫島付近で転覆。乗員44人と乗客91人のほとんどが死亡または行方不明。救助されたのはわずかに5人であった。合同慰霊祭は、福岡県門司市と愛媛県小松町の二箇所で行われた。慰霊祭に際し、昭和天皇と香淳皇后から運輸大臣に対し、花料が支払われた。

## 被害が拡大した理由
台風の進路が急に変わったこともさることながら、離島や僻地には電気も通っていないなど台風情報伝達システムが未整備・未発達だったことも原因として挙げられる。加えて梅雨時に台風は来ないという言い伝えが信じられていて、警戒感が欠けていた中での襲来だったことも被害を大きくした。

## 関連書籍
- 『日振島の昭和史』（著：田中皓正、発行：1997年7月、ISBN 978-4-944068-15-9）